# Legio VIII (Cesare)
La legio VIII Gallica Veterana Mutinensis era un'unità militare romana di epoca tardo repubblicana, la cui origine potrebbe essere antecedente alla conquista della Gallia di Gaio Giulio Cesare. Era a quel tempo presente nella Gallia Cisalpina.

## Storia
Sappiamo di una legione VIII che prese parte alla guerra sociale negli anni 90-89 a.C., ma non siamo in grado di dire se si trattasse della stessa utilizzata da Cesare trent'anni più tardi. Sempre di una legio VIII abbiamo notizia nella Gallia Transalpina negli anni 67-65 a.C., quando l'allora governatore C. Calpurnio Pisone pose fine ad una rivolta di Galli Allobrogi. Nel 62 a.C. partecipò, invece, insieme alla legio VII e IX a sedare la cospirazione di Catilina nel Piceno.
All'inizio del proconsolato di Gaio Giulio Cesare (58 a.C.) era acquartierata, insieme alle legioni VII e IX, nella Gallia Cisalpina, in zona Aquileia. Prese parte alla successiva conquista della Gallia di Cesare degli anni 58 a.C.-50 a.C., partecipando ad una lunga serie di battaglie e campagne militari, come: a Genava nella fase finale della battaglia, sull'Arar ed a Bibracte contro gli Elvezi (nel 58 a.C.); in Alsazia contro le genti germaniche di Ariovisto (nel 58 a.C.); sul fiume Axona e sul Sabis contro le popolazioni dei Belgi (nel 57 a.C.); forse ad Avaricum certamente a Gergovia, ma soprattutto nella difficile e determinante battaglia di Alesia che portò alla sottomissione definitiva delle genti galliche nel 52 a.C. Nell'inverno del 52-51 a.C. era con il legato Gaio Fabio, insieme alla VIIII del legato Lucio Minucio Basilo, presso i Remi (probabilmente nei pressi di Durocortorum e Bibrax), per proteggerli dai vicini Bellovaci ancora in rivolta..
Con l'inizio della guerra civile, la legione si trovava nei pressi di Matisco nella Gallia Comata o forse ad Aquae Sextiae nella Gallia Narbonense. Prese parte prima all'assedio di Marsiglia e poi alla campagna in Hispania del 49 a.C. L'anno successivo fu trasferita in Macedonia dove combatté prima a Dyrrhachium e poi nella decisiva battaglia di Farsalo, nella quale Cesare sconfisse Pompeo. Prese poi parte alla battaglia di Tapso nel 46 a.C. in Africa. Subito dopo la legione sembra sia stata sciolta ed i suoi veterani inviati in Campania a Casilinum.
Pochi anni più tardi, nel 44 a.C., mal adattandosi alla vita civile, i veterani di questa legione chiesero ad Antonio (e/o Ottaviano) di ricostituire la legione VIII, che fu utilizzata l'anno seguente nella battaglia di Mutina (43 a.C.), ricevendo da Ottaviano una ricompensa di 20.000 sesterzi per la vittoria conseguita. Rimase con i triumviri durante la battaglia di Filippi (42 a.C.), per prendere le parti di Ottaviano durante l'assedio di Perugia (41 a.C.), e con quest'ultimo rimase fino ad Azio (31 a.C.). Questa legione non sembra sia, pertanto, da identificare con la omonima VIII di Marco Antonio, reclutata in Oriente, probabilmente durante il suo soggiorno a fianco della regina d'Egitto, Cleopatra VII e che combatté sul fronte opposto.